# Феррейра, Роди Давид
Роди Давид Феррейра (исп. Rodi David Ferreira; 29 мая 1998 года, Консепсьон) — парагвайский футболист, играющий на позиции защитника. Ныне выступает за клуб «Гуарани» (Асунсьон).

## Биография
Феррейра является воспитанником асунсьонской «Олимпии», академию которой закончил в 2015 году. 23 мая 2015 года дебютировал в поединке апертуры 2015 года против «Соль де Америка», выйдя на замену после перерыва вместо Вильяма Мендьеты. Вместе с командой Феррейра стал победителем клаусуры 2015. За 2015 год сыграл в девяти матчах.
В 2016 году стал чаще появляться на поле, став основным защитником. 13 марта 2016 года забил свой первый карьерный мяч в ворота «Рубио Нью».
Участник чемпионата Южной Америки 2015 года среди юношей до 17 лет, сыграл на турнире девять игр и забил три мяча.

## Достижения
Командные
 «Олимпия (Асунсьон)»
- Чемпионат Парагвая по футболу — Клаусура 2015